# Jan Potměšil

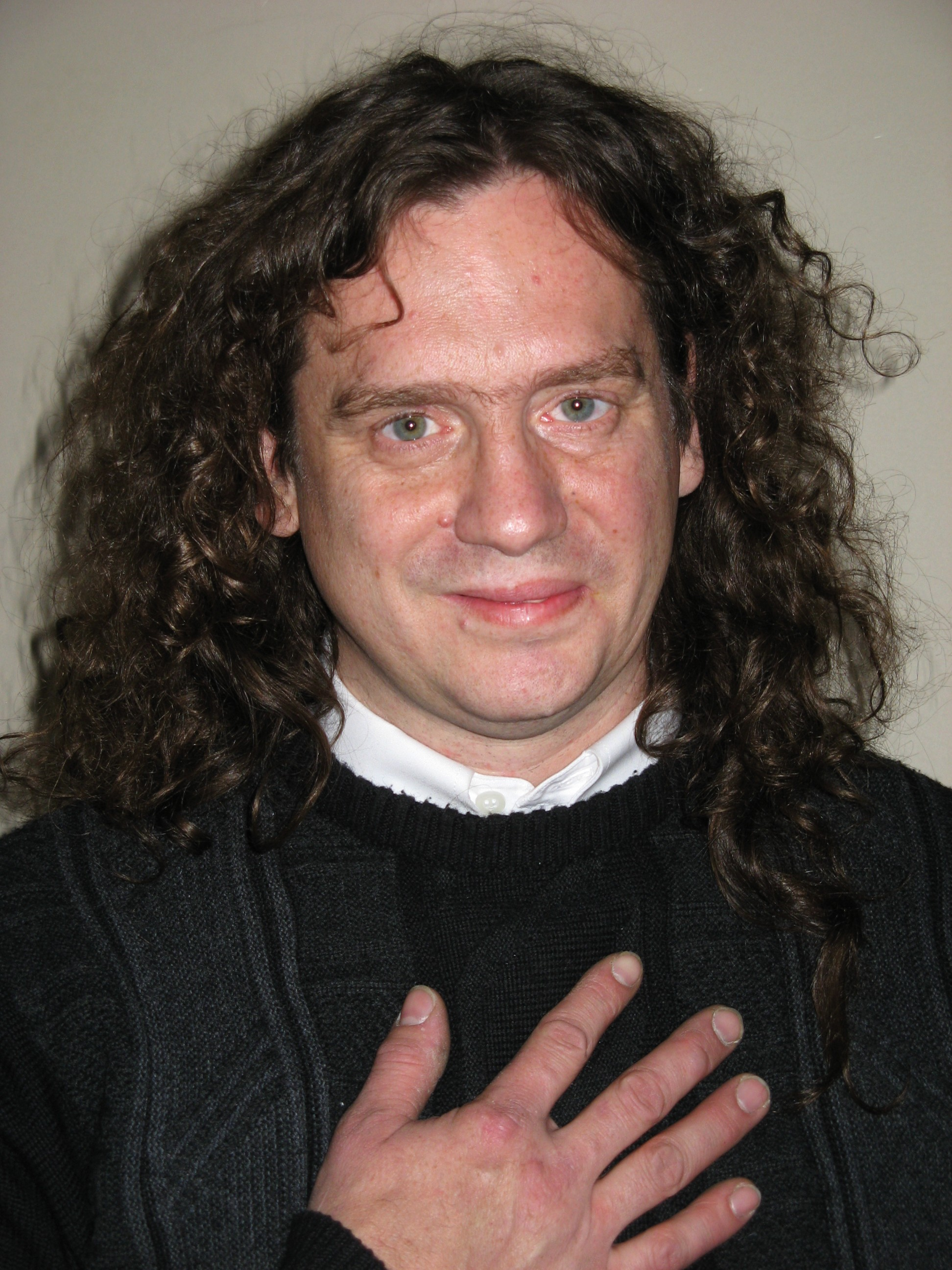
Jan Potměšil

Jan Potměšil (* 31. März 1966 in Vysoké Mýto, Tschechoslowakei) ist ein tschechischer Schauspieler und ehemaliger Kinderdarsteller.

## Biografie
Bereits im Alter von elf Jahren debütierte Jan Potměšil in dem 1977 erschienenen und von Ota Koval sowie Jaroslava Vošmiková inszenierten Filmdrama Jakub auf der Leinwand. Bis 1989 spielte er in Produktionen wie Die Frau hinter dem Ladentisch, Der Boss kennt auch den Staatsanwalt und Die Prinzessin und der fliegende Schuster mit. Am 8. Dezember 1989, kurz nachdem Potměšil an den Novemberdemonstrationen teilnahm, hatte er einen Autounfall, bei dem er sich eine Rückenmarksverletzung zuzog, die ihn teilweise lähmt. Obwohl er seitdem auf einen Rollstuhl angewiesen ist, spielte er weiterhin Theater und beim Film mit.
Am 27. Januar 2012 beteiligte sich Potměšil an einem Benefizkonzert zu Gunsten des chinesischen Anwalts Gao Zhisheng und den Mitgliedern der verbotenen Religionsgemeinschaft Falun Gong.

## Filmografie (Auswahl)
- 1977: Jakub
- 1978: Die Frau hinter dem Ladentisch (Žena za pultem, Fernsehserie, zwei Folgen)
- 1979: Das Geheimnis der stählernen Stadt (Tajemství ocelového mesta)
- 1979: Schau dich nicht um, uns folgt ein Pferd (Neohlížej se, jde za námi kůň!)
- 1981: Das Geheimnis der Teufelstasche (Tajemství dáblovy kapsy)
- 1987: Der Boss kennt auch den Staatsanwalt (Bony a Klid)
- 1987: Die Prinzessin und der fliegende Schuster (O princezně Jasněnce a létajícím ševci)
- 1987: Warum? (Proc?)
- 2004: Bolero
- 2007: Tri srdce